# José Banqué y Faliu
José Banqué y Faliu (1869-1940) fue un profesor, helenista y traductor español, alcalde de Barcelona al comienzo de la dictadura de Primo de Rivera.

## Biografía
Nació en 1869 y era natural de Monistrol de Montserrat. Catedrático de griego en las Universidades de Salamanca (1895), Zaragoza y Barcelona, fue descrito por Cejador y Frauca como «buen humanista, discípulo de Balari». Entre sus publicaciones se encontraron títulos como Del concepto de Infinito (Barcelona, 1893), Utilidad de los Estudios clásicos (Madrid, 1904), Una excursión por los Pirineos orientales (Barcelona, 1910), Discurso inaugural (Barcelona, 1911), Arato, Los Fenómenos (versos 96-137) (traducción, Barcelona, 1912), Himnos homéricos (traducción, Barcelona, 1913) y Safo y Erina (traducción de varios). El 1 de octubre de 1923, después del golpe de Estado de Primo de Rivera —que había tenido lugar a mediados del mes anterior—, fue nombrado alcalde de Barcelona. Banqué, a quien se ha achacado «incompetencia científica», tenía también traducidos  tratados morales de Plutarco. Falleció en 1940.